# Zenit (famiglia di lanciatori)
Zenit (in ucraino Зеніт?, in russo Зенит?; col significato di Zenit) è una famiglia di veicoli di lancio spaziali disegnati dallo Južnoe Design Bureau in Unione Sovietica, e da inizio anni novanta, realizzati in Ucraina.
Il Zenit venne costruito negli anni '80 per raggiungere due scopi: creare un booster a motore a razzo liquido per il lanciatore Energia e, se equipaggiato con un secondo stadio, un autonomo sistema di lancio medio più potente del Sojuz, con carico di 7 tonnellate, ma meno potente del Proton, con 20 tonnellate. Ultima famiglia di lanciatori sviluppata in Unione Sovietica, la Zenit venne concepita come un eventuale sostituta alle datate famiglie R-7 e Proton; inoltre avrebbe impiegato propellenti più sicuri e meno tossici rispetto a quelli utilizzati dal Proton, ed era pianificata per mandare anche carichi con equipaggio provenienti dal Sojuz, tuttavia questi piani vennero abbandonati con la dissoluzione dell'Unione Sovietica a inizio anni '90.
Il Zenit-3SL viene lanciato dalla piattaforma di lancio galleggiante del consorzio Sea Launch nell'Oceano Pacifico, mentre il Zenit-2 viene lanciato dal Cosmodromo di Baikonur in Kazakistan. I motori del primo e secondo stadio dello Zenit, come lo stadio superiore del Zenit-3SL, vengono forniti dalla Russia. Ci sono piani che prevedono di utilizzare un razzo Zenit-3SLB migliorato per lanci commerciali dal Cosmodromo di Baikonur dall'inizio di Aprile 2008. Questo servizio viene chiamato  "Land Launch".
Il Zenit-3SL è stato lanciato 36 volte con 32 successi, un parziale successo e 3 fallimenti. Il primo fallimento fu durante il lancio di un satellite Hughes appartenente alla ICO Global Communications, avvenuto durante il secondo lancio commerciale il 12 marzo 2000, provocato da un errore nel software che non riuscì a chiudere una valvola nel secondo stadio del razzo. Il secondo fallimento avvenne il 30 Gennaio 2007 quando il razzo esplose sulla piattaforma di lancio Odyssey, secondi dopo l'ignizione del motore. Il satellite per comunicazioni NSS-8 a bordo venne distrutto.
Il 24 settembre 2011 un Zenit-3SL venne lanciato con successo dalla piattaforma di lancio Odyssey sotto un rinnovato progetto di Sea Launch con RKK Ėnergija come maggior finanziatore. Il razzo dispiegò il satellite per comunicazioni Europeo Atlantic Bird 7 nella sua orbita programmata. Il 1º febbraio 2013 un altro Zenit-3SL fallì durante il lancio del satellite Intelsat 27.

## Storia
Il Zenit-2 è stato il primo Zenit ad essere progettato come un veicolo di lancio spaziale. Consiste in 2 stadi. Il primo utilizza un singolo motore RD-171, mentre il secondo è alimentato da un RD-120. Volò per la prima volta il 13 Aprile 1985, due anni prima l'Energia, a causa di ritardi nello sviluppo di quest'ultimo. Il Zenit-2 sarebbe stato certificato per voli con equipaggio da una specifica piattaforma di lancio nel Cosmodromo di Bajkonur, trasportando un veicolo Zarja rinnovato con equipaggio umano, successivamente cancellato a fine anni '80. Inoltre Vladimir Čelomej propose negli anni '80 uno spazioplano da 15 tonnellate denominato Uragan, da lanciare con il Zenit-2.
Due piattaforme di lancio vennero costruite tra il 1978 e il 1983 per il Zenit-2 a Baikonur, tuttavia la seconda venne usata solo due volte. Il 4 Ottobre 1990 un tentativo di lancio di un satellite Tselina-2 di riconoscimento navale finì in disastro a causa di un fallimento nel primo stadio del razzo pochi secondi dopo il lancio cadendo sulla rampa, gravemente danneggiata dall'esplosione. La causa del fallimento è da ricercarsi in una perdita nella linea dell'ossigeno liquido che causò un incendio nella sezione della spinta del booster. I costi per i ripari vennero stimati per 45 milioni di rubli, ma il collasso dell'Unione Sovietica determinò l'assenza di fondi, e quindi il pad venne abbandonato.
A seguito di due fallimenti nel 1991 e nel 1992 entrambi causati dal secondo stadio, il programma Zenit fu sull'orlo della cancellazione definitiva, ma un volo concluso con successo nel Novembre del 1992 lo salvò.
La quantità di lanci del Zenit si abbassò negli anni '90 non solo per il calo del bilancio dedicato al programma da parte della Federazione Russa, ma anche a causa della riluttanza da parte della Russia a lanciare carichi militari su razzi costruiti nell'ora indipendente Ucraina. Il 20 Maggio 1997 un lancio di un satellite Tselina-2 fallì quando il primo stadio si spense dopo soli 48 secondi dopo il lancio. Il booster esplose.
Durante gli anni 2000, il Zenit avrebbe trovato un nuovo contratto di locazione alla base del progetto internazionale Sea Launch per cui i voli commerciali sarebbero stati condotti da una piattaforma di lancio galleggiante. Il booster Zenit di base ricevette diversi aggiornamenti alla propulsione ed ai sistemi di avionica per Sea Launch, ma anche al terzo stadio, ed il primo test con un carico di prova è stato condotto il 27 Marzo 1999. In Ottobre, un satellite Direct TV 1-R venne portato con successo in orbita. Tuttavia un ICO F-1 venne perduto nel marzo del 2000 a causa di un errore nella guida del secondo stadio. Successivamente ci furono 8 voli consecutivi conclusi con successo fino al 2004, quando un Apstar 5 non venne posizionato nell'orbita giusta a causa di un malfunzionamento nel terzo stadio che si spense prematuramente; tuttavia i motori del satellite risolsero il problema.
Dopo ulteriori 9 voli conclusi con successo, il 30 gennaio 2007 si ripeté lo stesso scenario del disastro avvenuto nel 1990; il primo stadio perse potenza ed esplose. Il deflettore di fiamme sulla piattaforma di Sea Launch si ruppe e affondò nel mare. I detriti vennero assorbiti da una turbopompa, provocando un fallimento nel motore.
A fine anni 2000, il programma Zenit a Bajkonur si rianimò ed avrebbe visto ulteriori successi.
Il 1º febbraio 2013 un satellite Intelsat venne lanciato dalla piattaforma di lancio Odyssey da Sea Launch nel Pacifico equatoriale. Il lancio notturno andò bene per circa 20 secondi finché il primo stadio non perse improvvisamente potenza. Approssimativamente 40 secondi dopo il liftoff, tutti i dati di telemetria cessarono. L'investigazione seguente mostrò che il Zenit stava deviando dal suo programma di volo quando le manovre di beccheggio e rollio iniziarono. Il computer di bordo sentì una situazione anomala e inviò un comando di spegnimento automatico al primo stadio a T+23 secondi, ed impattò nell'oceano circa un minuto dopo il decollo. Infine, il fallimento venne tracciato come un difetto ad una pompa idraulica che controllava il puntamento dei motori del primo stadio. Questo provocò al decollo un movimento incontrollato di rollio che causò lo spegnimento di tutta la spinta da parte del computer. Sebbene le condizioni anomale iniziarono a circa T+11 secondi, il computer di volo era bloccato per prevenire lo spegnimento dei motori prima di 20 secondi dopo il decollo, quindi il booster non sarebbe caduto vicino alla rampa di lancio. L'impatto è avvenuto circa a 2 miglia dal range di lancio, ma i tentativi di recuperare il booster furono vani.
Nel Febbraio 2015, a seguito di un anno di tese relazioni con l'Ucraina, la Russia ha annunciato che avrebbe dismesso il progetto di lanci Dnepr e che non avrebbe più acquistato razzi Zenit, approfondendo sui problemi del programma spaziale ucraino e la sua fabbrica Južmaš in lotta.
Le tese relazioni tra Russia ed Ucraina dopo il 2014 portarono Roscosmos a non acquistare effettivamente più alcun booster del primo stadio del Zenit costruito da Južmaš (alimentato da motori russi). Tuttavia due razzi Zenit ordinati precedentemente per missioni spaziali verranno utilizzati; invece, un altro razzo Zenit per lanciare un satellite ucraino è stato completato ma senza motori per mancanza di pagamenti.

## Produzione
I primi due stadi del Zenit sono stati disegnati da Južnoe e sono costruiti da Južmaš.

## Varianti

### Zenit-2
Il Zenit-2 è stato il primo membro di questa famiglia di razzi. Consiste in due stadi. Il primo impiega un singolo RD-171, mentre un RD-120 alimenta il secondo stadio. Volò per la prima volta il 13 aprile 1985, trasportando un simulatore di massa di un Tselina-2. Tuttavia il primo volo di test fu un fallimento. Il primo volo con successo avvenne solo il 22 Ottobre 1985.

### Booster dell'Energia
Il primo stadio del Zenit venne utilizzato come booster per il razzo Energia. 4 Zenit vennero attaccati alla struttura di base del veicolo per produrre spinta supplementare al lancio, esattamente come gli SRB sullo Space Shuttle. L'Energia fece solamente 2 voli prima che il programma venisse annullato.

### Zenit-3SL
Il Zenit-3SL è un razzo di trasporto orbitale a tre stadi sviluppato ed utilizzato dal consorzio Sea Launch. Esso combina:
- un Zenit-2S a due stadi costruito da Južmaš;
- uno stadio superiore Block DM-S, preso dall'Energia;
- una chiusura a cono per proteggere il carico durante il lancio, fornita da Boeing.

Questo razzo viene utilizzato da Sea Launch ed è assemblato a Long Beach, in California. I lanci avvengono dalla piattaforma di lancio offshore Odyssey, situata all'equatore. Quest'ultima è anche utilizzata per trasportare i razzi al sito di lancio. Il venticinquesimo lancio di un Zenit-3SL avvenne il 15 gennaio 2008.

### Zenit 2M e 2SLB
Il Zenit 2M è una nuova versione del Zenit 2 con un sistema di manovra migliorato e motori ammodernati. Il primo Zenit 2M è stato lanciato il 29 Giugno 2007, trasportando un satellite russo Tselina-2 classificato. La designazione The Zenit-2SLB si applica ai lanci commerciali dalla sussidiaria Land Launch di Sea Launch, la quale iniziò lanci di satelliti dal Cosmodromo di Bajkonur nel 2008.

### Zenit 3M e 3SLB
Il Zenit-3M è un Zenit 2M con lo stadio superiore Block-DM utilizzato dal Zenit-3SL. Viene lanciato da Baikonur. Il primo volo è stato eseguito il 28 Aprile 2008.m Land Launch vende commercialmente il Zenit 3M sotto la designazione Zenit-3SLB.

### Zenit-3F
Il Zenit-3F, conosciuto anche come Zenit-2SB/Fregat, è una derivazione a tre stadi del Zenit-2M, utilizzando uno stadio superiore Fregat, utilizzato dal Sojuz per mandare veicoli spaziali verso orbite elevate. Fece il suo volo inaugurale nel gennaio 2011, con il veicolo Elektro-L No.1 del governo russo. Successivamente, nello stesso anno, un altro lancio trasportò un telescopio spaziale Spektr-R da 5 tonnellate, in un'orbita con perigeo uguale a 10000 km ed apogeo di 390000 km.

## Specifiche
|                           | Zenit-2                             | Zenit-3SL                                                  |
| ------------------------- | ----------------------------------- | ---------------------------------------------------------- |
| Stadi                     | 2                                   | 3                                                          |
| Altezza complessiva       | 57 m                                | 59,6 m                                                     |
| Massa a secco complessiva | 37600 kg                            | 40320 kg                                                   |
| Massa a pieno complessiva | 444900 kg                           | 462200 kg                                                  |
| Carico                    | 13,74 tonnellate in LEO             | 6 tonnellate in GTO                                        |
| Sito di lancio            | Cosmodromo di Bajkonur              | Piattaforma di lancio Sea Launch                           |
| Lanci                     | 21 (6 fallimenti) al 10 aprile 2004 | 31 (3 fallimenti, 1 successo parziale) al 1º febbraio 2013 |
| Percentuale di successo   | 71,4%                               | 91,1%                                                      |
| Prezzo al lancio          | 45 milioni di dollari ca.           | 90 milioni di dollari ca.                                  |

### Capacità di lancio

#### Zenit-2
| Carico LEO | Carico LEO | 13740 kg                       |
| Carico PEO | Carico PEO | 5000 kg                        |
| Carico GEO | Carico GEO | Non disegnato per quest'orbita |

#### Zenit-3SL
| Carico LEO | Carico LEO | 6100 kg, limitazione strutturale per il terzo stadio |
| Carico MEO | Carico MEO | 3965 kg (10000 km, 45°)                              |
| Carico GEO | Carico GEO | 1840 kg                                              |
| Carico GTO | Carico GTO | 5250 kg (aggiornato a più di 6000 kg)                |

## Lanci
I razzi della famiglia Zenit hanno eseguito 84 lanci dal 1985, 71 dei quali sono riusciti; la percentuale di successi è perciò del 84,5%. Tutti i lanci sono stati comandati o dal Site 45 del cosmodromo di Bayqoñyr o dalla piattaforma offshore Ocean Odyssey di Sea Launch.